# Паско (регион)
Паско (исп. Pasco) — регион Перу, расположенный в центральной части страны. На его территории находится один из крупнейших в мире заповедников «Оксапампа-Ашанинка-Янеша» площадью около 1,8 млн гектаров. В июне 2010 года «Оксапампа-Ашанинка-Янеша» был признан ЮНЕСКО биосферным заповедником.

## Административное деление

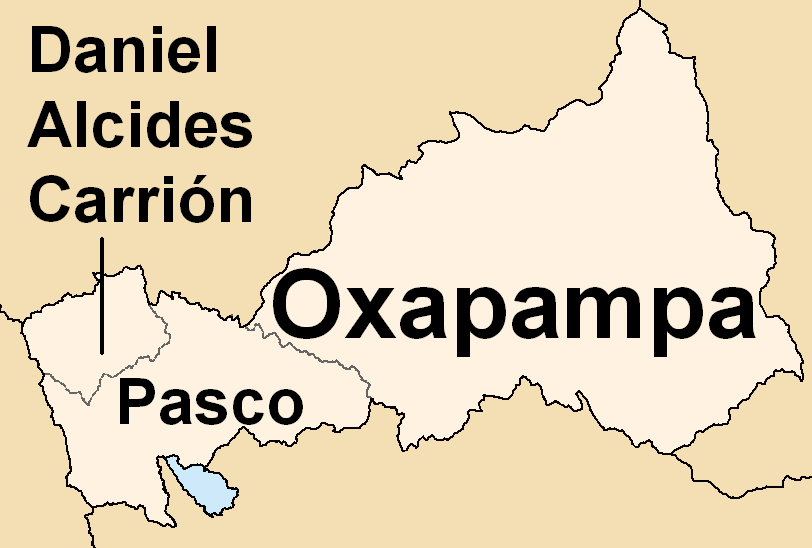
Провинции региона Паско.

Регион подразделяется на 3 провинции, а те, в свою очередь, на 28 районов:
| № | Провинция                                         | Административный центр          | Население, чел. |
| - | ------------------------------------------------- | ------------------------------- | --------------- |
| 1 | Даниэль-Алькидес-Каррион (Daniel Alcides Carrión) | Янахуанка (Yanahuanca)          | 43 580          |
| 2 | Оксапампа (Oxapampa)                              | Оксапампа (Oxapampa)            | 87 470          |
| 3 | Паско (Pasco)                                     | Серро-де-Паско (Cerro de Pasco) | 123 015         |

## География
Рельеф региона гористый. Крайний запад региона находится на высокогорном плато с большим количеством горных озер. Эта местность богата месторождениями полезных ископаемых. Административный центр, город Серро-де-Паско, один из самых высокогорных городов мира, называют горнодобывающей столицей Перу. Он специализируется на добыче меди, серебра, свинца и цинка. Большая часть территории — восточные склоны Анд, расчлененные большим количеством каньонов и долин. Крайний восток занимают тропические низменные леса.

## Население
Население региона — около 250 тысяч человек. Численность населения постепенно уменьшается, за 10 лет она упала на 25 тысяч человек, с 280,4 до 254,1 тыс. Ежегодная убыль — 1 %. Половина населения проживает в административном центре и его окрестностях. В половой структуре преобладают мужчины (50,4 %), женщины — 49,6 %. Доля городского населения — 63,1 %. Уровень грамотности — 87,3 %. Национальный состав: метисы — 46,9 %, кечуа — 40,6 %, в провинции Оксапампа проживают потомки немцев и австрийцев, а также амазонские и андские племена. Конфессиональный состав: католики — 66,9 % и протестанты — 23,8 %.

## Достопримечательности
- Долина Оксапампа
- Город Посусо, построенный немцами и тирольцами. Имеет своеобразный архитектурный облик для города в Латинской Америке. В нем до сих пор живут потомки немцев.
- Руины археологических памятников
- Каменный лес Уайльяй (исп. Huayllay)
- Древний город Гоньикутак (исп. Goñicutac)